# Glee: The Music, Dance Party
Glee: The Music, Dance Party es un EP recopilatorio de canciones previamente lanzadas de la serie Glee, están organizadas con el tema del baile. Fue lanzado el 29 de agosto de 2011 solo en Target.

## Canciones
| N.º | Título                                                     | Duración |  |
| 1.  | «I'm A Slave 4 You»                                        | 3:27     |  |
| 2.  | «I Know What Boys Like»                                    | 3:10     |  |
| 3.  | «Blame It (On The Alcohol)»                                | 3:19     |  |
| 4.  | «Tik Tok»                                                  | 3:19     |  |
| 5.  | «I'm Not Gonna Teach Your Boyfriend How to Dance with You» | 3:41     |  |
| 6.  | «Yeah!» (con RaVaughn Brown) & (ft Missi Hale)             | 3:28     |  |